# 走錠細紗機

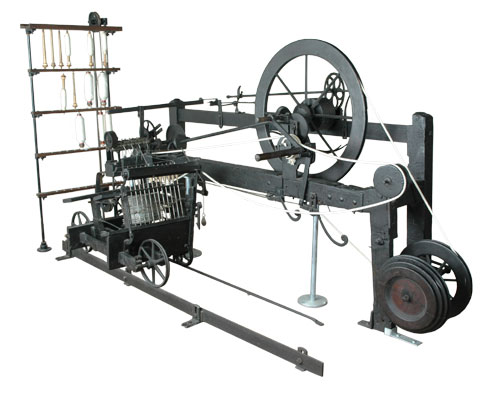
英國發明家塞繆爾·克朗普頓建造的走錠細紗機

走錠細紗機又名騾機（英語：Spinning mule），是一种用于纺制棉花和其他纤维的机器。从18世纪末到20世纪初，它们在英國蘭開夏和其他地方的工厂被广泛使用。它是由發明家塞繆爾·克朗普頓（Samuel Crompton）在1775年至1779年间发明。在使用走錠細紗機的高峰期，仅在蘭開夏就有50,000,000个走錠細紗機被投入使用。